# Eduard Jan Brynych

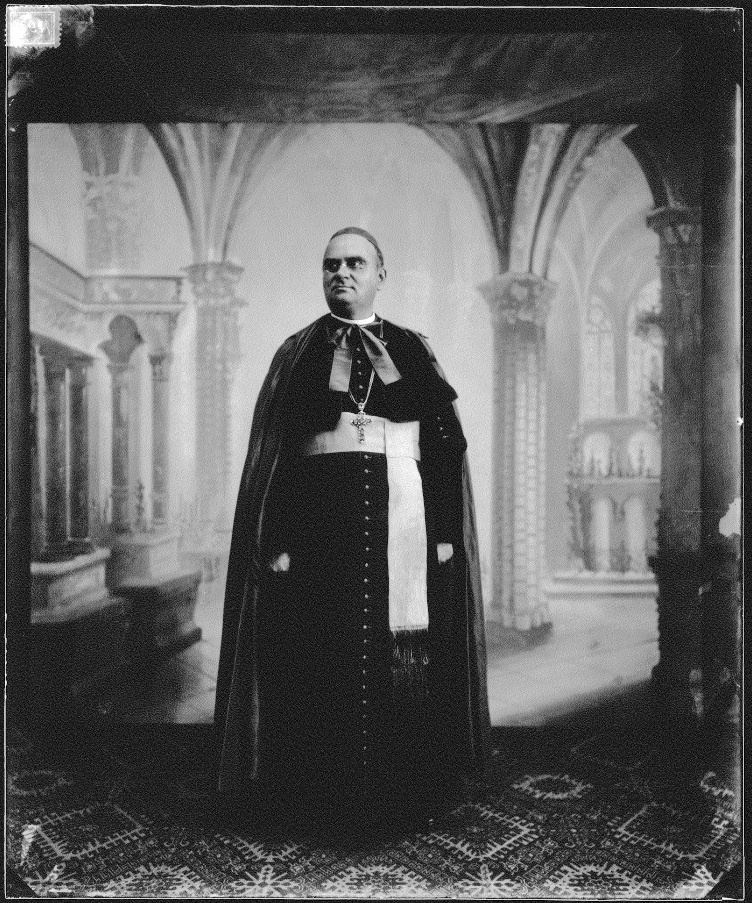
Bischof Eduard Brynych (1892)

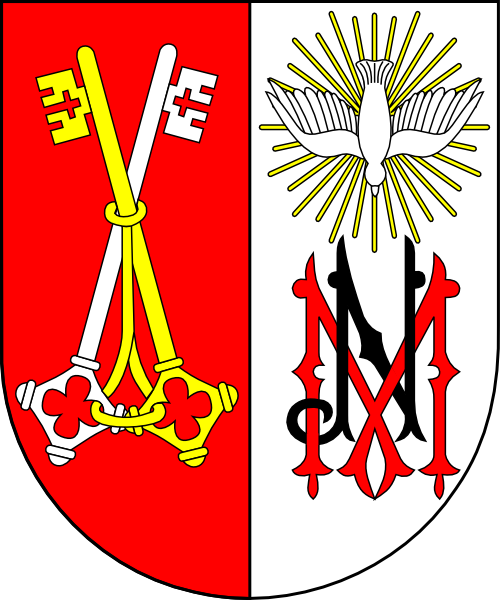
Wappenschild von Eduard Jan Brynych, Bischof von Königgrätz (1892–1902)

Eduard Jan Brynych (auch: Eduard Jan Nepomuk Brynych; tschechisch: Edvard Jan Nepomucký Brynych; * 4. Mai 1846 in Vlásenice; † 20. November 1902 in Chrast) war Bischof von Königgrätz.
Eduard Jan Brynych war nach der Priesterweihe als Seelsorger in Žlunice und Königgrätz tätig. 1888 wurde er Kanoniker von Vyšehrad. 1891 war er Präses des Katholischen Gesellenvereins in der Erzdiözese Prag.
Nach dem Tod des Königgrätzer Bischofs Josef Jan Hais wurde Eduard Jan Brynych 1892 zu dessen Nachfolger nominiert und am 19. Januar 1893 päpstlich bestätigt. 1897 veranstaltete er eine Diözesansynode. Im selben Jahr wurde das diözesane Bildungs- und Begegnungszentrum „Adalbertinum“ eröffnet.

## Werke
- Rette deine Seele. Zwei Zyklen Fastenpredigten. Regensburg 1885
- Katechetische Predigten. Regensburg 1886, 1887, 1888
- Katechetische Predigten. Regensburg 1913